# Naissance en 2015
Naissance
- 2011
- 2012
- 2013
- 2014
- 2015
- 2016
- 2017
- 2018
- 2019

Les naissances en 2015 concernent les personnalités nées entre le 1er janvier et le 31 décembre 2015.

## Mai
- 2 mai : Charlotte de Cambridge, membre de la famille royale britannique.

## Juin
- 15 juin : Nicolas de Suède, enfant de la princesse Madeleine de Suède et de son époux Christopher O’Neill.